# Рудка (Пинский район)
Рудка (бел. Ру́дка) — деревня в Пинском районе Брестской области Беларуси. В составе Мерчицкого сельсовета.

## География

### Гидрография
Расположена на берегу реки Ясельда.

## Население

### Численность
- 2019 год — 43 жителей

### Динамика
- 2009 год — 75 жителей (перепись населения)
- 2019 год — 43 жителей (перепись населения)

## Достопримечательность
- Родник "Рудка" — памятник природы местного значения[2]. Родник, по-местному – «крыніца», известен с 1930-х годов.
- Дом Евгении Янищиц[3]

### Памятник, скульптура
- Мемориальная доска на доме, где родилась Евгения Янищиц

## Известные уроженцы
В деревне Рудка родились:
- 2 января 1936 года Антон Григорьевич Наумовец, украинский физик, учёный в области физической электроники и физики поверхности, профессор, доктор физико-математических наук, академик НАН Украины, вице-президент Национальной академии наук Украины. Заслуженный деятель науки и техники Украины;
- 20 ноября 1948 года известная белорусская советская поэтесса Евгения Иосифовна Янищиц.